# Hermann Gruson

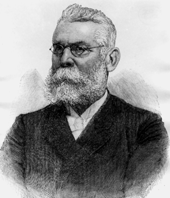
Hermann Gruson

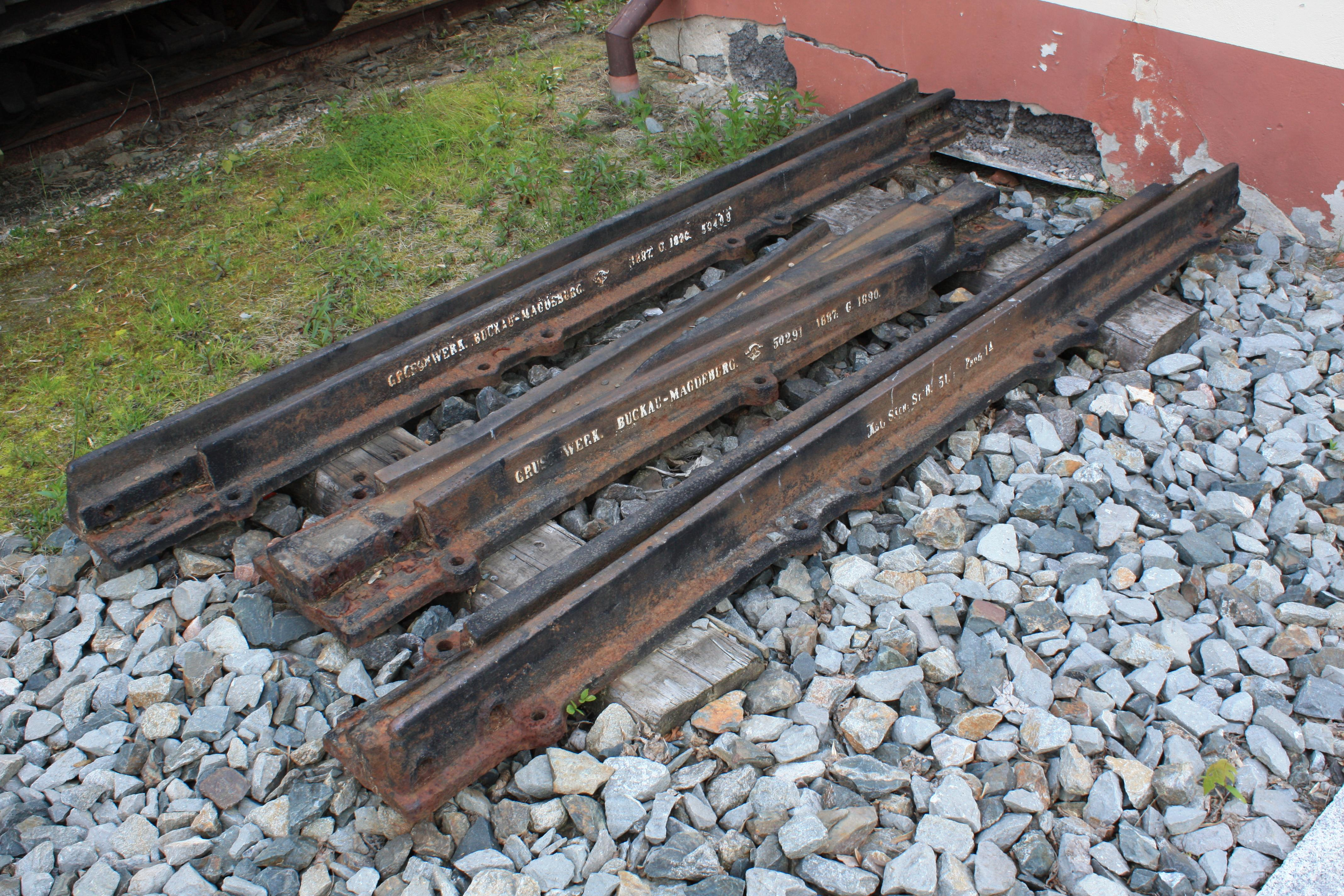
Weiche aus dem Grusonwerk Buckau-Magdeburg im Bahnhofsmuseum Rittersgrün

Hermann August Jacques Gruson (* 13. März 1821 in Magdeburg, Provinz Sachsen; † 30. Januar 1895 ebenda) war ein preußischer, deutscher Ingenieur, Erfinder und Unternehmer.

## Leben
Hermann Gruson wurde als Nachkomme einer hugenottischen Einwandererfamilie und Sohn des Premierleutnants Louis Abraham Gruson in der Magdeburger Zitadelle geboren. Er besuchte das Domgymnasium Magdeburg, wechselte dann jedoch zur Gewerbe- und Handelsschule, die er 1839 abschloss, und leistete den Militärdienst als Einjährig-Freiwilliger in einer Pioniereinheit ab. Anschließend studierte er an der Universität Berlin. Er widmete sich vor allem den naturwissenschaftlichen und mathematischen Fächern und besuchte auch Vorlesungen seines Onkels Johann Philipp Gruson.
Gruson arbeitete anschließend fünf Jahre lang in der Maschinenfabrik von August Borsig, der mit seinem Vater befreundet war, und lernte so den Maschinenbau kennen. Hier begann auch, durch Anregung von Borsig, seine Leidenschaft für die tropische und subtropische Botanik. Borsig vermittelte Gruson dann eine Stelle bei der Berlin-Hamburger Eisenbahn, die er 1843 antrat und bis 1851 innehatte. Im November 1847 rettete er einen Jungen vor dem Ertrinken, wofür er eine Lebensrettungsmedaille erhielt. Als Oberingenieur nahm er dann am 1. Februar 1851 für drei Jahre eine Stelle als Ingenieur in der F. Wöhlert’sche Maschinenbau-Anstalt und Eisengiesserei in Berlin an. Er kehrte dann nach dem Tode seiner Mutter aus familiären Gründen nach Magdeburg zurück.
1854 wurde er zunächst technischer Direktor der Vereinigten Hamburg-Magdeburger Dampfschiffahrtsgesellschaft.
Er gründete am 1. Juni 1855 in Buckau bei Magdeburg die Maschinen-Fabrik und Schiffsbauwerkstatt H. Gruson. An der Mündung der Sülze in die Elbe entstand eine Werft. Wichtiges Standbein seines Unternehmens war die angeschlossene Gießerei. Er verbesserte die Festigkeit von Gusseisen, durch Gattieren (Mischen verschiedener Roheisensorten) deutlich, so dass Hartguss-Produkte aus den Grusonwerken zu einem Markenprodukt wurden. Diese gewannen große Bedeutung für die Entwicklung des Maschinenbaus und des Eisenbahnbaus in Deutschland. Viele Lokomotiv- und Waggonhersteller versahen ihre Produkte mit dem Hinweis „nur mit Gruson'schen Hartgussrädern“.
1856 erklärte Gruson schriftlich der in Alexisbad tagenden Gründungsversammlung des Vereins Deutscher Ingenieure (VDI) seinen Beitritt.
1859 wurde sein Unternehmen bestreikt. Der an sich konservativ eingestellte Gruson sah sich angesichts einer stärker werdenden Arbeiterbewegung veranlasst, eine sozialere Lohnpolitik zu verfolgen. Unter seiner Leitung wurde das Unternehmen danach nie wieder bestreikt.
Zunächst erfolgte ein erfolgreicher Einsatz der Produkte des Unternehmens bei der Magdeburg-Halberstädter Eisenbahn. Nach 1860 erhielt er vermehrt auch Rüstungsaufträge seitens des preußischen Armee. Es wurden Erweiterungen der Produktionskapazitäten erforderlich, worauf hin zwischen 1869 und 1871 moderne Anlagen an der Buckauer Marienstraße errichtet wurden.
Zu dieser Zeit begann auch Grusons Engagement im Berggießhübeler Eisenerz-Abbaugebiet in Sachsen. Der Bergbau reichte hier urkundlich bis ins 15. Jahrhundert zurück. Das geförderte Magneteisenerz (Magnetit) war besonders hochwertig und erlangte bereits im 16. Jahrhundert als „Pirnisch Eisen“ überregionale Bekanntheit. Gruson erwarb 1870 die Grube Mutter Gottes vereinigt Feld samt Gott mit uns und Friedrich Erbstolln, die er nach seiner ersten Tochter in Marie Louise Stolln umbenannte und in den nächsten Jahren umfassend modernisierte und erweiterte. Die Ergiebigkeit der Lagerstätte blieb jedoch hinter den Erwartungen zurück, so dass der Bergbau hier bereits 1892 weitgehend eingestellt wurde. Eine Inschrift über dem Mundloch des Besucherbergwerks Marie Louise Stolln erinnert bis heute an den ehemaligen Grubenbesitzer Hermann Gruson und seine Tochter Marie Louise.

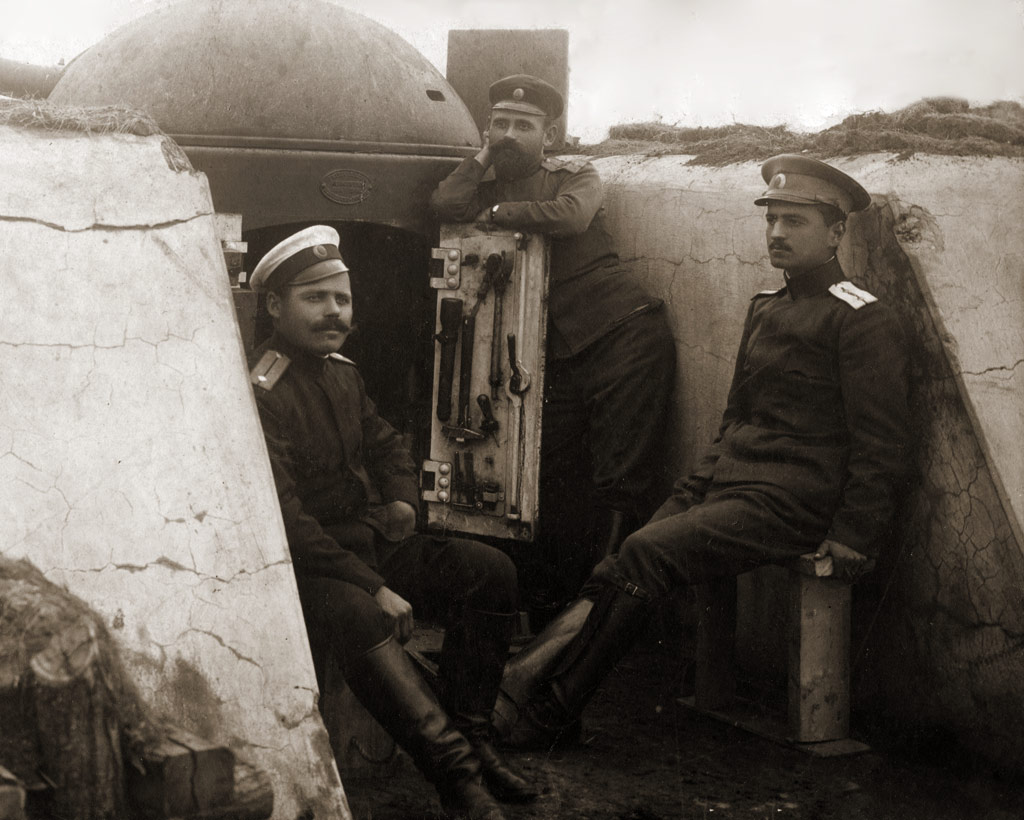
Fahrpanzer nach Gruson in Bulgarien

Aus seiner Buckauer Gießerei gingen auch die ersten Panzertürme für Befestigungsanlagen in Deutschland hervor. So wurden in der Wesermündung zur Küstenverteidigung nach 1871 auf Eichenpfählen mehrere Forts errichtet (Langlütjen und Brinkamahof), die drehbare Panzertürme nach dem System Gruson erhielten. Diese Türme waren nach speziellen Gussverfahren gefertigt worden.
Weitere Großaufträge wie die Panzertürme und Geschützstände für den italienischen Kriegshafen La Spezia, die werkseigene Entwicklung der Lafettenkonstruktion durch Max Schumann und die Entwicklung und der Bau eigener Geschütze erforderten weitere Anlagenerweiterungen. 1886 wurde das Grusonwerk in eine Aktiengesellschaft umgewandelt und firmierte von da an unter Grusonwerk AG Buckau.
Bei Tangerhütte errichtete das Unternehmen unter Grusons Leitung einen 10 km langen Artillerieschießplatz. Die dort getesteten und vorgeführten Geschütze wurden in alle Welt exportiert. Die Grusonwerk AG baute jedoch auch vielfältige zivile Anlagen wie Erzaufbereitungsanlagen, Hebezeuge und Transporteinrichtungen.
Am 1. Juli 1891 beendete Gruson seine Mitarbeit im Vorstand der Grusonwerk AG. Zwei Jahre später wurde das Unternehmen von Krupp erworben und in Friedrich Krupp AG Grusonwerk umbenannt. Nach dem Ende des Zweiten Weltkriegs wurde hieraus das Schwermaschinenbau-Kombinat „Ernst Thälmann“.
Gruson widmete sich nach seinem Ausscheiden weiterhin naturwissenschaftlichen Studien. 1893 veröffentlichte er, weitgehend unbeachtet, eine wissenschaftliche Arbeit zum Zodiakallicht mit dem Titel „Im Reiche des Lichts“. Erfolgreich war jedoch sein Wirken als Botaniker. Er besaß die größte Kakteensammlung Europas. Mit seinem Tod stiftete er seine umfangreiche Pflanzensammlung samt einem größeren Geldbetrag der Stadt Magdeburg. 1896 wurden die hiervon errichteten Grusonschen Gewächshäuser – eine Sammlung vieler seltener, inzwischen vom Aussterben bedrohter exotischer Pflanzen – den Magdeburgern zugänglich gemacht.

## Ehrungen
Gruson war Ehrenbürger der Stadt Magdeburg. Die Stadt Magdeburg benannte ihm zu Ehren die Grusonstraße, die Universität Magdeburg ein Gebäude (G 10) der Fakultät für Maschinenbau. Des Weiteren wurden eine Art und eine Gattung der Kakteengewächse nach ihm benannt: Echinocactus grusonii und Grusonia. Die Stadt Frankfurt am Main benannte eine Straße am Ostbahnhof, München 1939 im Stadtteil Freimann, die Freie und Hansestadt Hamburg eine Straße im Industriegebiet Billbrook nach ihm. 1894 wurde er mit der Grashof-Denkmünze des Vereins Deutscher Ingenieure (VDI) ausgezeichnet. Seit 1995 verleiht der Magdeburger Bezirksverein des VDI die Gruson-Ehrenplakette an Personen aus dem Raum Magdeburg, die sich um den Bezirksverein oder um die Technik verdient gemacht haben.